# Gelendžik

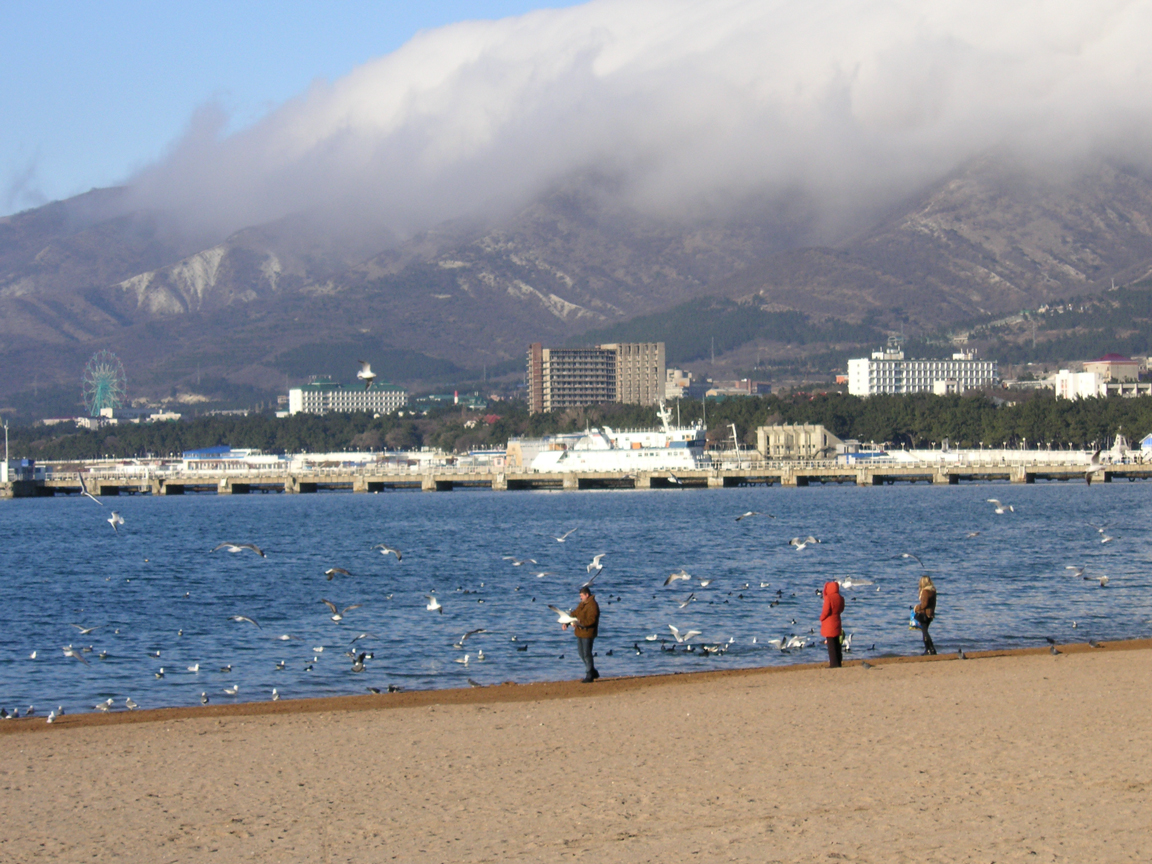

Gelendžik (anche traslitterato come Gelendzhik) è una città della Russia europea meridionale (kraj di Krasnodar), situata sulla costa settentrionale del mar Nero, nella baia omonima, 180 km a sudovest di Krasnodar, alle spalle dei monti Markotch e a pochi chilometri dal fiume Žane, dal fiume Tkhab e dalle cascate di Plesetsk.
Dal 2001, Gelendžik costituisce, a livello amministrativo, una città di rilevanza federale che si pone allo stesso livello di un rajon e raggruppa sotto di sé venti località rurali; a livello municipale, costituisce anche un okrug di tipo urbano.

## Storia
Nell'antichità, la baia di Gelendzhik era il sito di un avamposto greco minore, menzionato come Torikos nel Periplo di Pseudo-Scylax . È sconosciuto alle fonti ellenistiche, ma riappare in quelle romane sotto il nome di Pagrae nel 64 a.C.  La colonia fu spazzata via dagli Unni invasori , a cui successero gli Zygii poco dopo. Durante il tardo Medioevo, la Repubblica genovese ebbe una notevole influenza sulla regione, mentre i Ghisolfi , una famiglia ebrea genovese, ebbero un ruolo di primo piano nel commercio e negli scambi commerciali in Gazaria . Durante questo periodo la città fu chiamata Maurolaca o Mauro Laco , ed era considerata una delle colonie genovesi più importanti nel Mar Nero. Prima che la Russia si assicurasse la costa con il Trattato di Adrianopoli (1829), era in corso un vivace commercio di schiavi tra i montanari e l'Impero ottomano . Poiché le bellezze circasse venivano solitamente scambiate con oro e altre merci prima di essere portate nei serragli turchi , il mercato divenne noto come "Gelendzhik" (da "gelincik"), letteralmente "piccola sposa" in lingua turca . Nel 1831, uno dei primi forti della linea costiera del Mar Nero fu costruito a Gelendzhik. Allo scoppio della guerra di Crimea, il forte dovette essere fatto saltare in aria e abbandonato, ma fu ripopolato dai cosacchi nel 1864, alla conclusione della guerra russo-circassa.
La città di Gelendžik venne fondata con scopi militari, come fortezza, nel luglio del 1831 dal generale E. A. Berchman durante la colonizzazione russa della costa del mar Nero; divenuta la stanica (villaggio cosacco) di Gelendžikskaja nel 1864, ottenne lo status di città nel 1915, venendo ribattezzata con il nome attuale.
Durante la Seconda guerra mondiale, tra il 4 e il 15 febbraio 1943, la città è stata la testa di ponte delle forze anfibie per la riconquista della città - porto di Novorossijsk.
Nel 2012 la regione di Krasnodar e le sue città balneari tra cui Gelendžik, subirono un'alluvione che causò molti morti
Nel 2024 durante il conflitto bellico in corso con l'Ucraina, sono stati abbattuti diversi droni dalla contraerea
La città è al giorno d'oggi un centro prevalentemente turistico, favorita in questo dal clima di tipo quasi mediterraneo (le temperature medie oscillano tra i 4 °C di gennaio e febbraio e i 24 °C di luglio e agosto). Lo sviluppo delle attrezzature turistiche ha provocato anche a Gelendžik, come nelle altre località costiere (Soči e Tuapse), la nascita di una conurbazione lineare, estesa per circa 100 km e comprendente i centri di Kabardinka, Divnomorskoe, Džanchot, Betta, Krinica e Archipo-Osipovka. Nell'entroterra anche l'agricoltura è ben sviluppata , avendo una temperatura quasi mediterranea, in particolare con i vigneti.

## Monumenti e Luoghi d'interesse
Monumento ai vincitori della II Guerra Mondiale, Monumento a Lenin, Fontana degli Amanti,Statua della Sposa bianca, Monumento del Turista, Fontana della Musica,  Faro, Stela Gelendžik, Monumento a Puskin, Monumento ai soldati liberatori, Monumento ai combattenti della Rivoluzione
Siti Archeologici
Dolmen, Parus, Hear Stone

### Musei
Museo di Storia Locale, Museo ''Voskovych'' delle Cere, Centro di Cultura Greca, Galleria "Belaja Lošad'", Casa museo V. G. Korolenko, Batteria difensiva della II guerra mondiale 394 Capitano A. E. Zubkov, museo del vino ( in costruzione)
Chiese
Chiese della Santa Ascensione, Cattedrale di Sant'Andrea Primo, Chiesa di San Giorgio il Vittorioso, Croce di culto ortodosso sul Monte Markotch
Teatri
Teatro Municipale, Anfiteatro
Biblioteche
Biblioteca Lenina , Biblioteca Korolenko

## Turismo
Delfinario, Parco Safari, Zoo,Parco Acquatico, Carnevale estivo, Oceanario, Funivie dei Safari Parco, Luna Park, Parco Faunistico, Avio Salone,Markoth Parco, Parco Impero Romano, Parco Avventura, Cascate Plesetskiye,Chateau de Talu, Grozovyye Vorota, Circusland,Parco dei Dinosauri, Amusement Park ,Teatro equestre Maryina Roshsca, Acquario

## Infrastrutture e Trasporti
Il nuovo aeroporto, aperto solamente in estate (dal 2021 è chiuso per il conflitto bellico in corso con l'Ucraina), è stato progettato dall'archistar Massimiliano Fuksas. Sono presenti un porto turistico e la stazione dei bus, la superstrada la collega con Mosca, Krasnodar e Soči , il treno a Novorossijsk la collega con Mosca e Krasnodar. 
È collegata in estate per mare con Soči.

## Sport
FC Gelendžik
Impianti Sportivi
Stadio Smena, Golf, Bowling,piste ciclabili, beach volley

## Società

### Evoluzione demografica
Fonte: mojgorod.ru
- 1897: 1.800
- 1926: 4.500
- 1959: 16.500
- 1979: 36.500
- 1989: 47.700
- 2002: 50.012
- 2007: 51.900